# Molgula amesophleba
Molgula amesophleba är en sjöpungsart som först beskrevs av Radu Codreanu och Mack-Fira 1956.  Molgula amesophleba ingår i släktet Molgula och familjen kulsjöpungar. Inga underarter finns listade i Catalogue of Life.